# 上海孙桥现代农业开发区
上海孙桥现代农业开发区是一個位于中華人民共和國上海市浦东新区张江镇孙桥沔北路185号的都市農業產業園，也是中華人民共和國第一个现代农业开发区，由上海浦东现代农业开发有限公司負責開發。開發區內有種植蔬菜用到的自控玻璃温室，农业开发区生產的孫橋牌蔬菜正是通過這些自控玻璃温室培養。农业开发区也是一個農業旅遊目的地，最多時曾一年接待60万人次的遊客。上海孙桥现代农业开发区成立於1994年9月6日，原址是一個蘆葦蕩，1970年代初通過圍墾而成為一個農場。上海孙桥现代农业开发区便在該農場基礎上形成。